# 신비아파트 특별판: 빛의 뱀파이어와 어둠의 아이
《신비아파트 특별판: 빛의 뱀파이어와 어둠의 아이》
는 2021년 12월 22일에 티빙에서 독점 공개된 신비아파트 시리즈의 첫 번째 OVA이다.
이 OVA는 본작에 등장하는 가공의 퇴마사 리온 레이몬드의 이야기를 다루고 있다.

## OST
OP - The Secret
작사: 강민형 / 작곡, 편곡: 강민국, 임현지 / 노래: 신성진(Feat. 투탁 핀셔, 신아진
ED - 친구에게
작사: 강민형, 정수혜 / 작곡, 편곡: 강민국 / 노래: 신아진

## 편성정보
- 2022년 2월 24일부터 2022년 2월 26일까지 투니버스에서 공개되었다.

## 주요 등장인물
- 신비
- 최강림
- 이안
- 리온 레이몬드
- 사라
- 구하리
- 구두리
- 아니체토
- 요아힘
- 발로우
- 루만(뱀파이어L)
- 뮤턴트 뱀파이어